# Goian, Stînga Nistrului
Goian este satul de reședință al comunei cu același nume din Unitățile Administrativ-Teritoriale din Stînga Nistrului (Transnistria), Republica Moldova.Este un punct important in geografia Moldovei deoarece localitatea se află pe cea mai mare și unica  locuită insulă din limitele țării - Insula Goian. Lângă Goian este amplasată rezervația științifică Iagorlîc
"Satul nostru, Goian era vestit în toată Basarabia și avea de ce. Sa nu credeți că goienenii, cultivând spicoase, și-au căpătat faima la vreo expoziție agricolă, primind medalie de aur. Nici cu cai de soi, care au luat premii la întreceri. Nici cu câinii care erau la toată casa. Nu. Goianul era vestit prin cucoșii săi care cântau din răsputeri și cu măiestrie. Satul era așezat la întretăierea a trei gubernii: Basarabia, Hersonul și Podolia. Cel dintâi se trezea cucoșul babei Ileana și parcă din adins cânta din toate răsputerile, și atunci îi răspundeau cucoșii din trei gubernii odată. Satul era așezat la poalele dealului Platon, acoperit cu vii și livezi, care de departe se asemăna cu o cușma țuguiată și flocoasă. Nu întâmplător îi ziceau dealului ăsta Platon. Bătrânii povesteau la cei tineri, crescând povesteau copiilor săi o istorie de pe vremea războiului ruso-turc din anul 1811. În vremea războiului soldații ruși, conduși de atamanul de prin părțile Donului cu numele Platon, au ajuns prin lupte până la râușorul Mocrâi-Iagorlâc, care curgea pe sub coastele Goianului și au asediat satul ocupat atunci de turci. De atunci goienenii îi zic dealului, dealul Platon".
Goian este un sătuc de forma unei insule mici. Este înconjurat de ape din jur împrejur. Pe o parte a satului curge renumitul rîu Nistru, pe o parte mai mică este Iagorlâcul și o parte micuța a satului este scăldată de un lac micuț care se scurge în Iagorlâc.
"Din două părți de dealuri îndosit,
Spalat de Nistru, de un pârâu și-o baltă
Fără-a întreba, puteai oricând găsi
Pe Onofrei, pe Nuța sau pe altul..." "F. Ponomari"
Prima amintire unde se întâlnesc date despre satul Goian, Raionul Dubăsari se datează cu prima jumătate a secolul XVIII (1740) într-un document otoman («[Frațiman, 1920, 29].») În 1772 avea 6 gospodării cu 6 bărbați „capi de familie”, în 1792 – 262 loc., în 1799 – 320 loc., în 1850– 460 loc.[Cabuzan, 1974, 72], în 1890 în sat erau 273 de suflete-bărbați creștine. În această perioadă conform Reformei lui Stolîpin au început să împartă populației pământ, fiecărui suflet de bărbat i se revenea 10 desetine de pământ.
În 1906 – 299 de gospodării cu 712 bărbați și 616 femei [SNPTU, 1907, 33].
În 1989 satul avea 827 locuitori.
În 1790 a fost construită biserica «Sfântul Nicolae» în locul unei biserici mici de lemn.
În 1791, pe 29 decembrie conform Tratatului de pace de la Iași, regiunea de la Goian și până la Marea Neagră trece în componența Rusiei, făcând parte din gubernia Herson.
Toponimul e menționat în documente Goleanî, Golenî, Goianî, Ciolnî [Șișmariov, 1975, 22] sau Goiana [Burada, 1893, 11; Diaconescu, 1942, 182].

## Personalități
- Ion Canna - scriitor sovietic moldovean.